# 粉河寺縁起絵巻

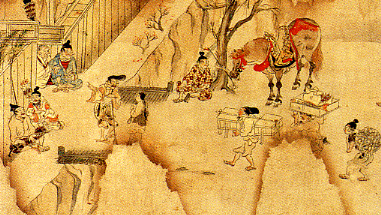
粉河寺縁起絵巻 第三段 河内国の長者宅を訪れる童行者（実は千手観音の化身）

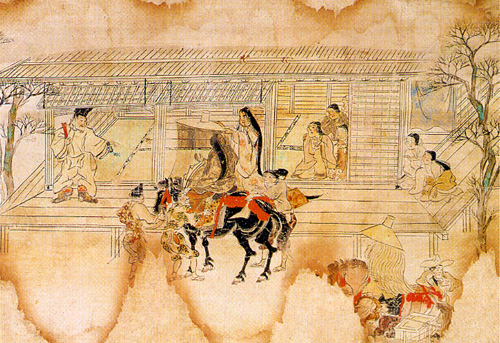
粉河寺縁起絵巻 第五段 粉河へ向けて出立の準備をする長者の一族

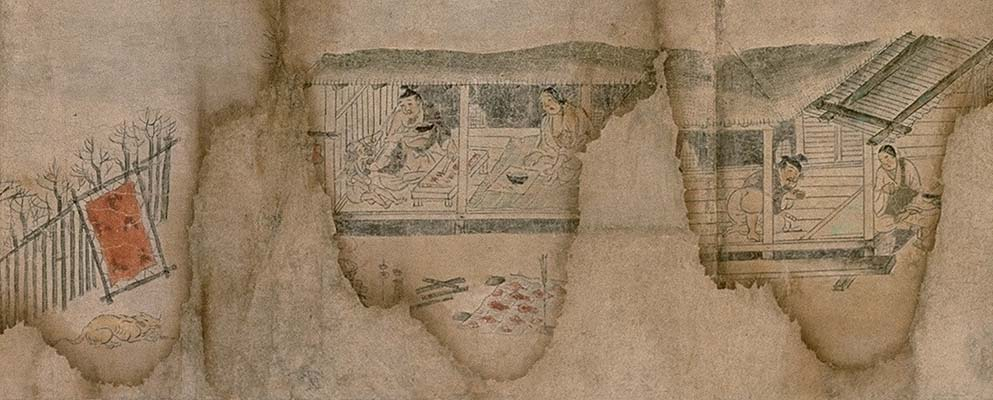
第一段、猟師孔子古の自宅を訪れた童（右端）

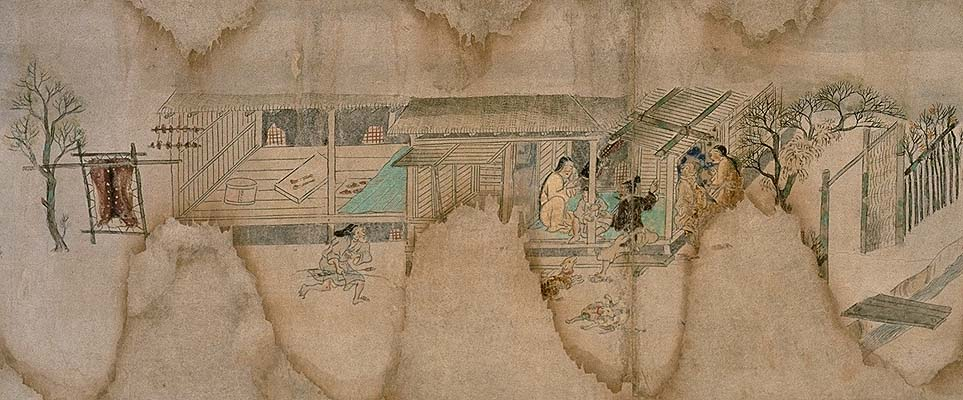
第二段、孔子古は千手観音像出現の奇瑞を家族に伝える

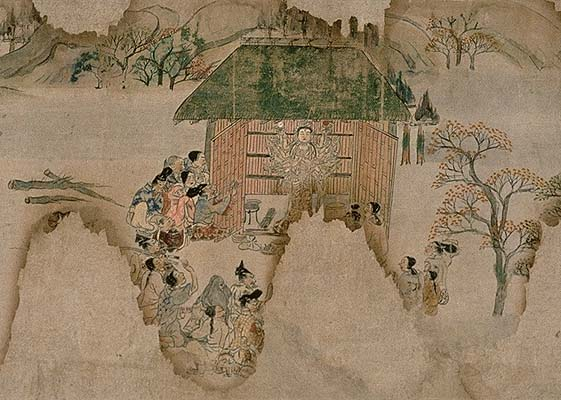
第二段、千手観音を拝する老若男女

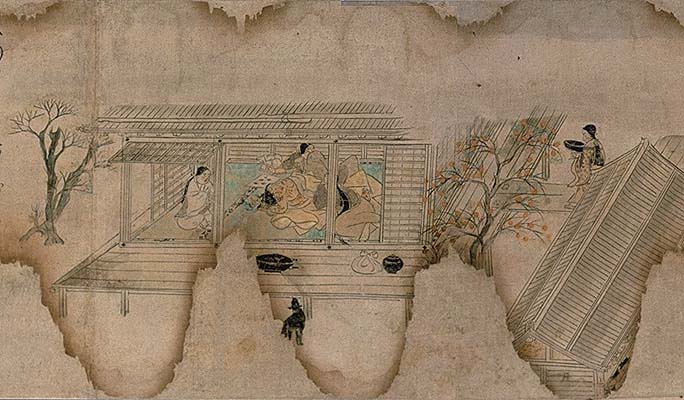
第三段、病に苦しむ長者の娘のために加持を行う童行者（左端）

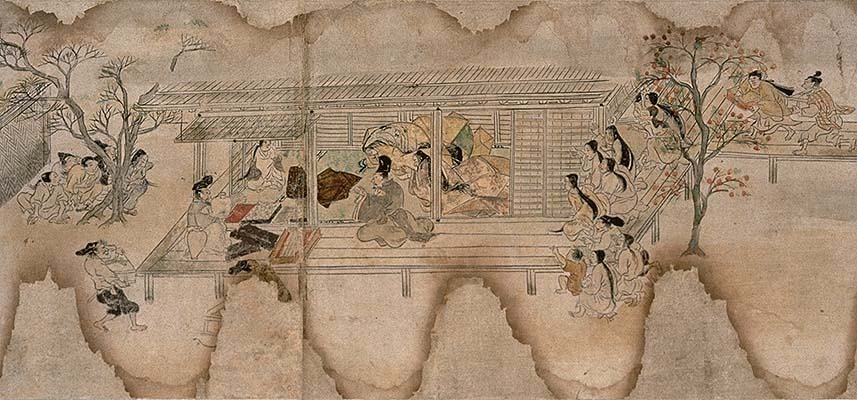
第四段、長者夫妻と娘は童行者に病気平癒のお礼をしようとするが、童行者は娘の袴と提鞘だけを受け取る。

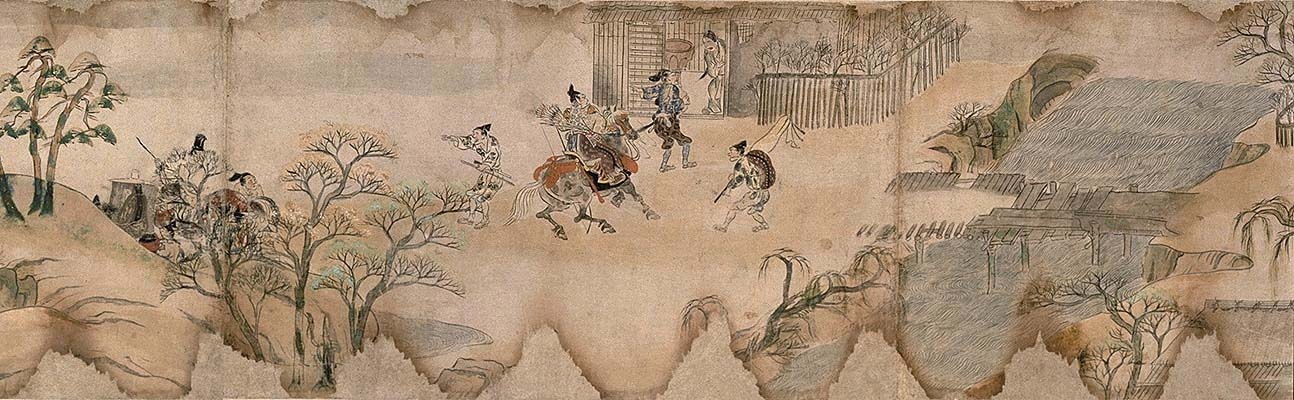
第五段、粉河を渡り、千手観音の庵を探す長者一行

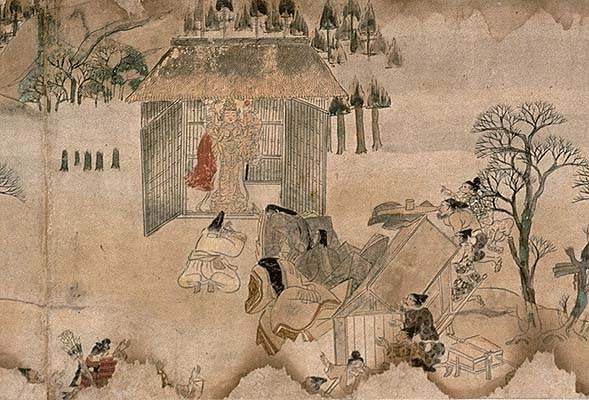
第五段、庵の前で千手観音にひれ伏す長者一行、観音の手には娘の紅の袴がある

粉河寺縁起絵巻（こかわでら えんぎ えまき）は、和歌山県にある粉河寺の縁起を描いた絵巻物である。紙本著色、1巻、縦30.8cm、横1984.2cm。恐らく天正年間、豊臣秀吉の根来寺焼き討ちにより罹災し、巻首部分と、全巻にわたる上下に甚だしい焼損が見られる。
作者不詳で、成立は12世紀後半頃と推定されている。絵巻物の代表的作品の一つに数えられ、国宝に指定されている。現在の所有者は粉河寺であるが、京都国立博物館に寄託されている。

## 概要
内容としては仮名交じり文の詞書四段と絵五段から成り、前半は粉河寺創建の経緯、後半は河内の長者一族が観音の霊験にあって出家する話となっている。初段の詞書は焼失したと考えられるが、漢文体の『粉河寺縁起』や『粉河寺大率都婆建立縁起』（醍醐寺本『諸寺縁起集』所収）、『阿娑縛抄』などから内容が推測されている。
前半の物語は紀伊国那賀郡の猟師大伴孔子古（くすこ）が観音の奇瑞により発心し、観音自らによって粉河寺の本尊が出現した由来である。『粉河寺縁起』によれば宝亀元年（770年）の創建といい、それより先、山中での狩猟中に光を放つ地を発見した孔子古はそこに庵を構え、精舎建立と仏像安置を発願する。すると一人の童子の行者が現われて宿を乞い、その礼に仏像の建立を申し出る。行者は庵に入り、七日の内に仏像を作るのでその間は見てはならない、完成したら戸を叩いて報せると告げ、庵に籠る（ここまでの内容は詞書を欠く）。七日目に庵に行って扉を開けてみると、庵内には等身の千手観音立像が安置され、行者の姿は見えなかった。猟師は近隣にこのことを語り、人々はみな参拝して観音に帰依した。
後半は河内国讃良郡の長者の一人娘の病が粉河寺の千手観音の霊験により癒え、一家が粉河寺へ参詣して出家する霊験譚である。なお、『粉河寺縁起』等では河内国渋河郡馬馳市の佐太夫のこととされており、他にも、前半の物語の詞書が残る部分も含めて、絵巻の詞書と他の文献には若干の内容の異同が見られる。
長者の一人娘が悪臭を放つ皮膚病に侵され、祈祷を尽しても回復の兆しなく三年が過ぎたところへ、童子が現われて七日間の祈祷を申し出る。千手陀羅尼による加持祈祷によって娘の病いは快癒し、喜んだ父母は蔵の財宝を寄付しようとするが童子は断わり、娘が幼少より肌身離さなかった提鞘（小刀）と紅の袴のみを形見として受けとる。在所を尋ねられた童子は、紀伊国那賀郡の粉河と答えて立ち去ったとみると、消えてしまう。次の春、長者一家は那賀郡に赴き粉河の地を尋ねるが知る人がいない。山のほうにあるだろうと行ってみると、粉を入れたような白い流れを発見し、喜んでたどると上流に庵を見出す。庵の扉を開けると輝く白檀の千手観音像が立っており、その施無畏印を結んだ手に、童子に喜捨した提鞘と袴がかかっていた。人々は童子が千手観音の化身であったと知り、皆出家した。猟師の一家は粉河寺の別当となって今に伝わるという。
またこの長者の一族は現在の東大阪市の名士である塩川家であるとされている。平成期に財務大臣等を歴任した政治家の塩川正十郎はこの塩川家の末裔だとされ、山門には塩川の父である塩川正三が当寺に寄進したことが刻まれた石碑が残されている。

## 各段の内容
以下のストーリーは絵巻の詞書に基づく。ただし、第一段の詞書は欠失しているため、粉河寺蔵の冊子本縁起（元禄16年・1703年）による。

### 第一段
紀伊国那賀郡の粉河寺は、南海補陀落浄土（観音の住むとされる浄土）の教主千手観音が自ら現れた聖地である。この地に大伴孔子古という猟師がいた。光仁天皇の時代、宝亀元年の冬のはじめ、いつものとおり猪などを狙っていた孔子古は不思議な光を見た。しかし、その光のもとを訪ねていっても何もない。そうしたことが続いて3夜、4夜になった。孔子古は「これは、私が信仰していた仏の縁でこのような尊いしるしを見せられたのだろう。それではここに堂を建て、仏の像を造って、末代まで伝えることとしよう」と発願し、草庵を建てた。これが粉河寺のはじめである。それからしばらくして、一人の童が孔子古の家を訪ね、一夜の宿を貸してほしいと言う。宿を借りた礼として、童は孔子古のために仏の像を造ることとなった。草庵に入った童は、7日の間は決して覗いてはならないと孔子古に告げる。

### 第二段
約束の7日が過ぎて、孔子古が草庵に行ってみると、そこにはあの童の姿はなく、等身の千手観音の像が立っていた。孔子古はこの奇瑞を妻に語って共に参詣し、近隣の者たちにも伝え、人々は観音に帰依したのであった。

### 第三段
河内国の讃良郡（さららのこおり）に長者が住んでいた。その一人娘は、体に膿みができる重い病にかかっていた。仏の像をつくり、祈祷をするが、3年経っても効き目がない。そこへ現れた童行者が、姫君のために7日間ほど祈らせてほしいと言い、姫の枕元で千手陀羅尼を唱えた。

### 第四段
童行者が昼夜一心に千手陀羅尼を唱えると、娘の病は癒え、7日目の朝には元のとおり元気になって起き上がった。娘の両親である長者夫妻は感激し、蔵を開けさせて、宝物を取り出して童行者に差し上げようと言う。しかし、童行者は「私は、治し難い病を治し、人の願いをかなえるために祈ったのであって、贈り物のために祈ったのではない」と言って、お礼の品を受け取ろうとしない。病の癒えた娘が「あなた様は仏に相違ない。せめて、私が幼い時から大事にしていた紅の袴と提鞘（小刀）をお持ちになってください」と言うと、童行者はそれだけを形見として受け取った。娘が「あなた様はどこにいらっしゃいますか」というと、童行者は、「どこといって居所は定めていないが、紀伊の国、那賀の郡の粉河というところにおります」と言い残し、立ち去ったと見ると、忽然と消えてしまった。

### 第五段
あくる年の春、長者の一行は紀伊国那賀郡粉河をめざして旅に出た。「粉河はどちらか」と道行く人に聞いても教えてくれる者がない。すると、山のふもとに、粉を流したような白い水の流れる川があった。その川に沿って上っていくと、方丈の庵があった。「ここにちがいない」と言って、庵の扉を開けてみると、中には等身の白檀千手観音が荘厳な様子で立っていた。観音の手には長者の娘の袴と提鞘があった。人々は「千手観音が童の姿となって、娘を助けてくださったのだ」と知り、発心して出家した。猟師孔子古の一家はこの寺の別当となり、代々その職を継いでいたのだった。

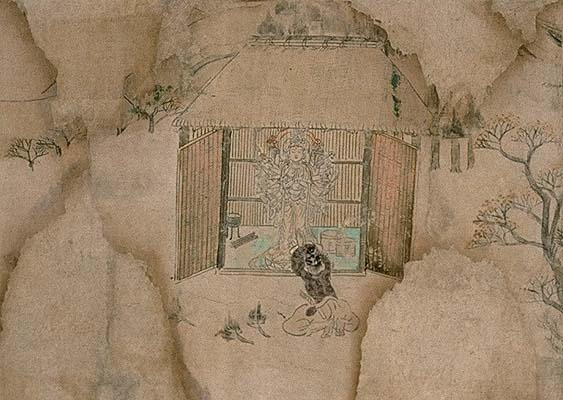
第二段、庵の中の千手観音像を拝する孔子古
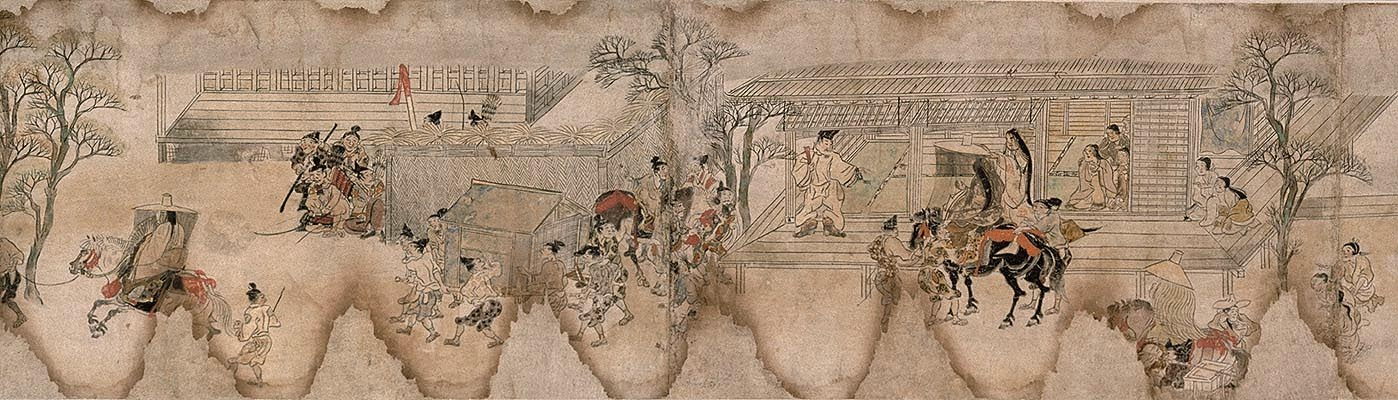
第五段、粉河へ向けて出立の準備をする長者一家、縁に立ち指図をするのが長者、黒馬に乗るのは奥方
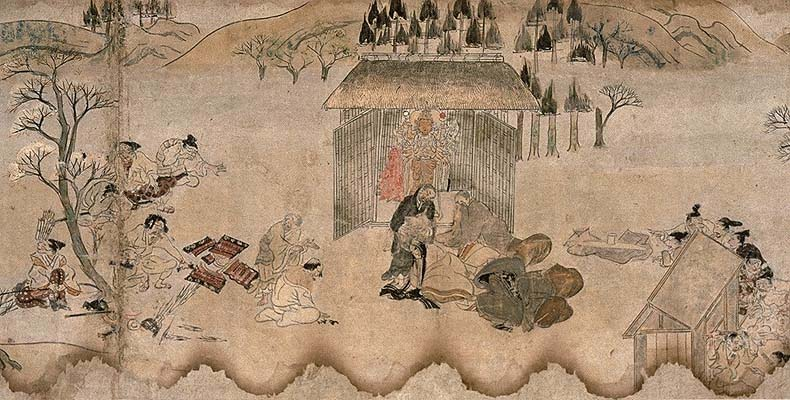
第五段、長者の一家は発心し、出家を決意する

## モニュメント

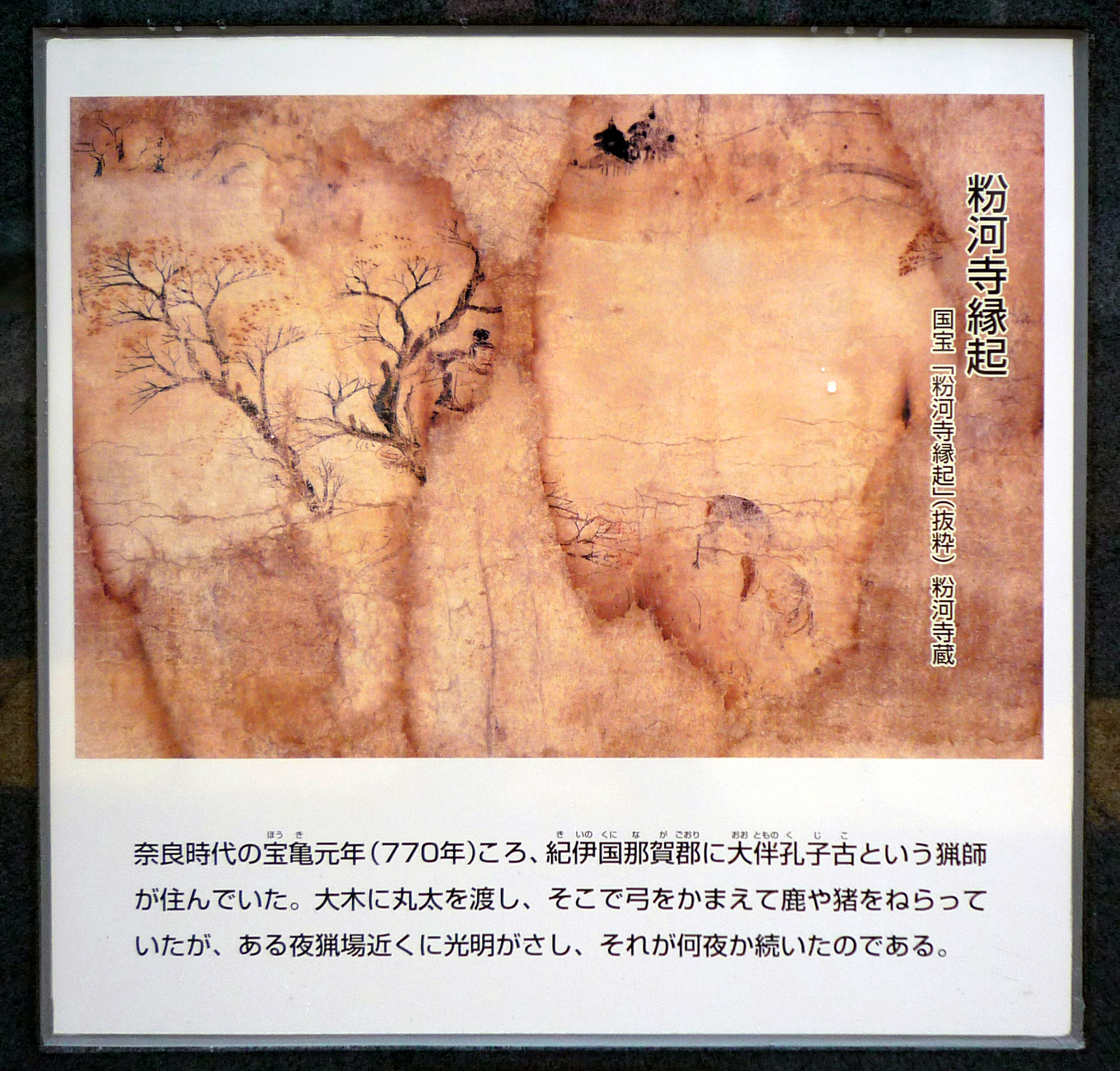
粉河駅～粉河寺間にある
粉河寺縁起絵巻のモニュメント

粉河駅～粉河寺間（和歌山県道124号粉河寺線）に粉河寺縁起絵巻のモニュメントが複数設置されており、粉河寺へ向う道中に絵巻の画像を説明とともに見ることができる。